# Vicente Arze
Vicente Arze Camacho (Santa Cruz de la Sierra, 22 de noviembre de 1985) es un exfutbolista boliviano que se desempeñaba como centrocampista.

## Biografía
Arze asistió a la Escuela Franco en su ciudad natal de Santa Cruz de la Sierra, Bolivia, y en su adolescencia formó parte de las divisiones inferiores de los clubes Blooming y Newell's Old Boys. Se mudó a Macon (Georgia) en 2004 para jugar fútbol en la Universidad de Mercer con el equipo Mercer Bears, con el tiempo se graduó con un título en negocios y marketing en mayo de 2008.

## Trayectoria
Arze se destacó por ser un talentoso centrocampista ofensivo, Arze fue seleccionado en la segunda ronda (25 global) del Draft Suplementario de la MLS el 24 de enero de 2008 firmó contrato con el club Kansas City Wizards. Ese mismo año firmó un contrato de dos años con el Vancouver Whitecaps en calidad de cedido, jugó su primer partido profesional el 12 abril contra Montreal Impact.
El 2 de octubre de 2008 es nominado para el premio Novato del Año. 
El 16 de diciembre de 2008 el Whitecaps de Vancouver anunció el re-firma de Arze para la temporada 2009. 
Arze puso fin a su contrato con los Whitecaps al final de la temporada 2009.
El 10 de diciembre de 2012, Arze fue cedido por el Charleroi al club Esteghlal de Irán. Hizo su debut el 14 de diciembre en la victoria por 4-0 sobre el Saipa en la Copa Hazfi y marcando el último gol.

## Selección nacional
Arze formó parte de la Selección de Bolivia sub 20 que jugó en el Campeonato Sudamericano Sub-20 de 2003 que se realizó en Uruguay. Arze fue llamado a su Selección en diciembre de 2012 para los partidos de Clasificación del Mundial 2014 justo después de que firmó con el Club Esteghlal FC

## Clubes
| Club                           | País           | Año         |
| ------------------------------ | -------------- | ----------- |
| Newell's Old Boys (inferiores) | Argentina      | 2002 - 2004 |
| Mercer Bears                   | Estados Unidos | 2005 - 2007 |
| Vancouver Whitecaps            | Canadá         | 2008        |
| Aurora                         | Bolivia        | 2008 - 2010 |
| Diósgyőri                      | Hungría        | 2011        |
| Charleroi                      | Bélgica        | 2012        |
| Esteghlal                      | Irán           | 2013        |
| FC Hoverla                     | Ucrania        | 2014 - 2015 |
| Blooming                       | Bolivia        | 2015 - 2017 |
| Royal Pari                     | Bolivia        | 2018        |